# Técnica del microburil

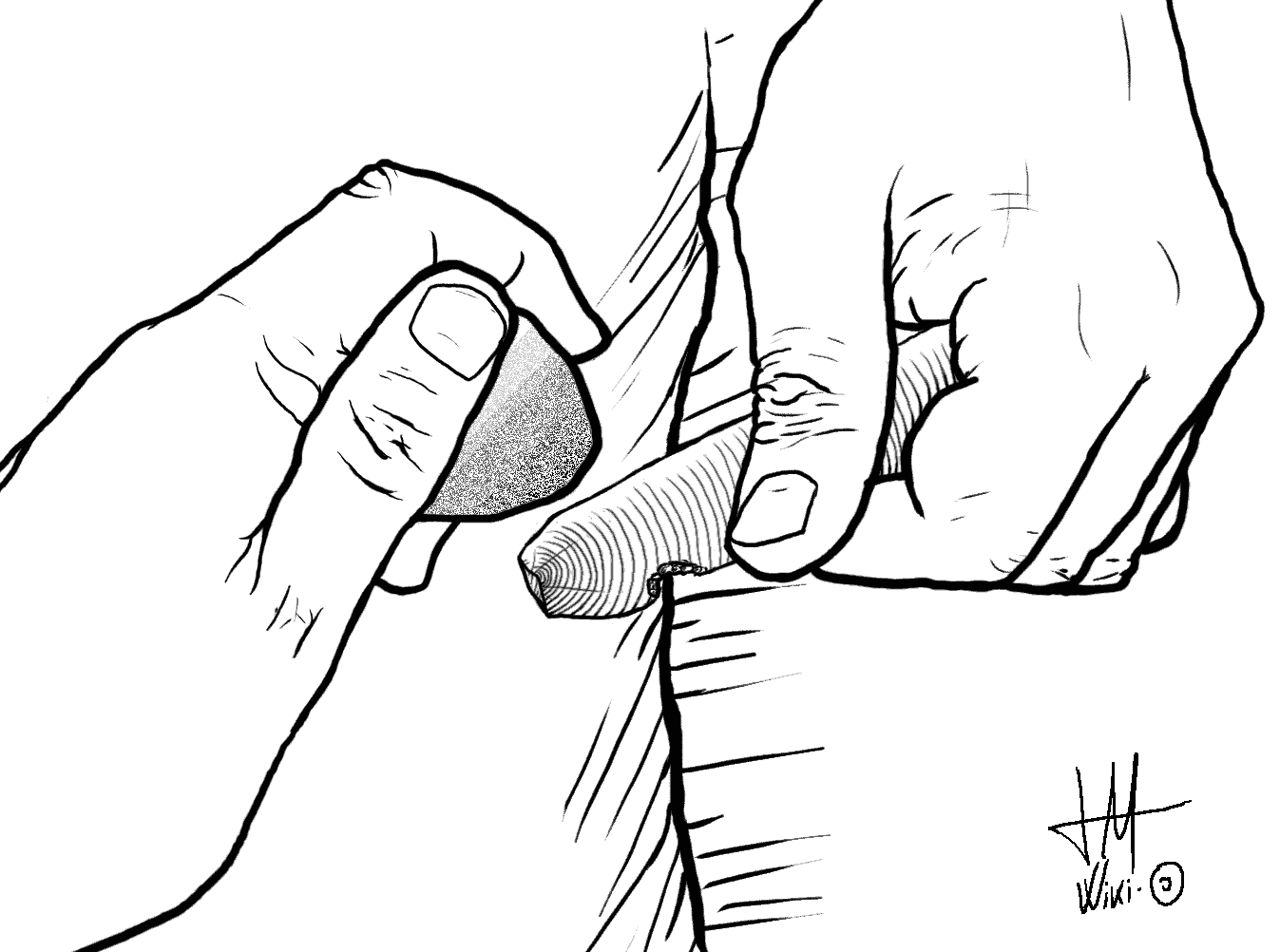
Creación de la muesca por pequeños golpecitos contra un soporte anguloso

La técnica del golpe de microburil es un procedimiento especial para trocear hojas líticas y, a partir de los fragmentos, elaborar utensilios; básicamente microlitos geométricos. Esta técnica se ha constatado en todo el Viejo Mundo, al menos desde el Mesolítico (también desde las últimas fases del Paleolítico superior, pues en el Magdaleniense final francés ya aparecen triángulos y trapecios, aunque sean muy raros),  pero no ha sido localizada, por el momento en América.
La técnica consiste en tomar una hoja (también se puede hacer con una lasca) y colocar su extremo proximal contra un soporte con un canto vivo prominente (a modo de yunque). Después, por medio de pequeños golpes, o balanceando la pieza mientras se presiona su filo contra la arista del soporte, ir creando una muesca cada vez mayor, hasta que la hoja lítica se rompe con un golpe decidido pero delicado (flexión)
Si la técnica se ha hecho bien, la fractura debe ser oblicua al eje de la hoja y cercana a la zona proximal de la misma, de modo que resultan dos piezas diferentes: la que denominamos propiamente microburil proximal, que es la más pequeña y que conserva el talón y el concoide de la pieza originaria, y la que denominamos ápice triédrico, que es la mayor parte de la hoja. La flexión es también ligeramente curvada y oblicua a las caras de la hoja: el plano de fractura se alabea de modo que puede verse en la cara superior del ápice triédrico, así como, su negativo, en la cara inferior del microburil.

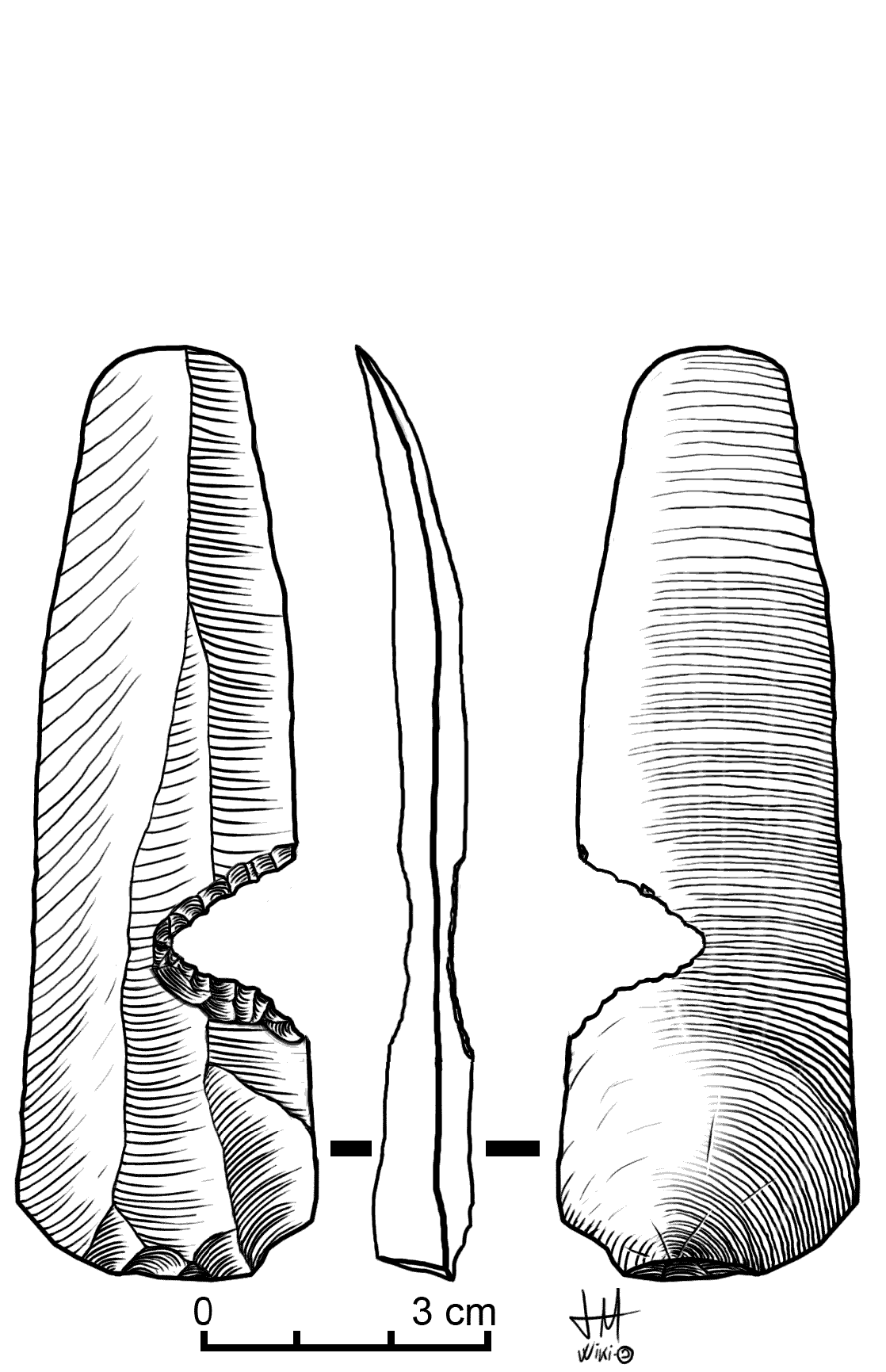
Muesca en zona proximal de la hoja, justo antes de la flexión del microburil
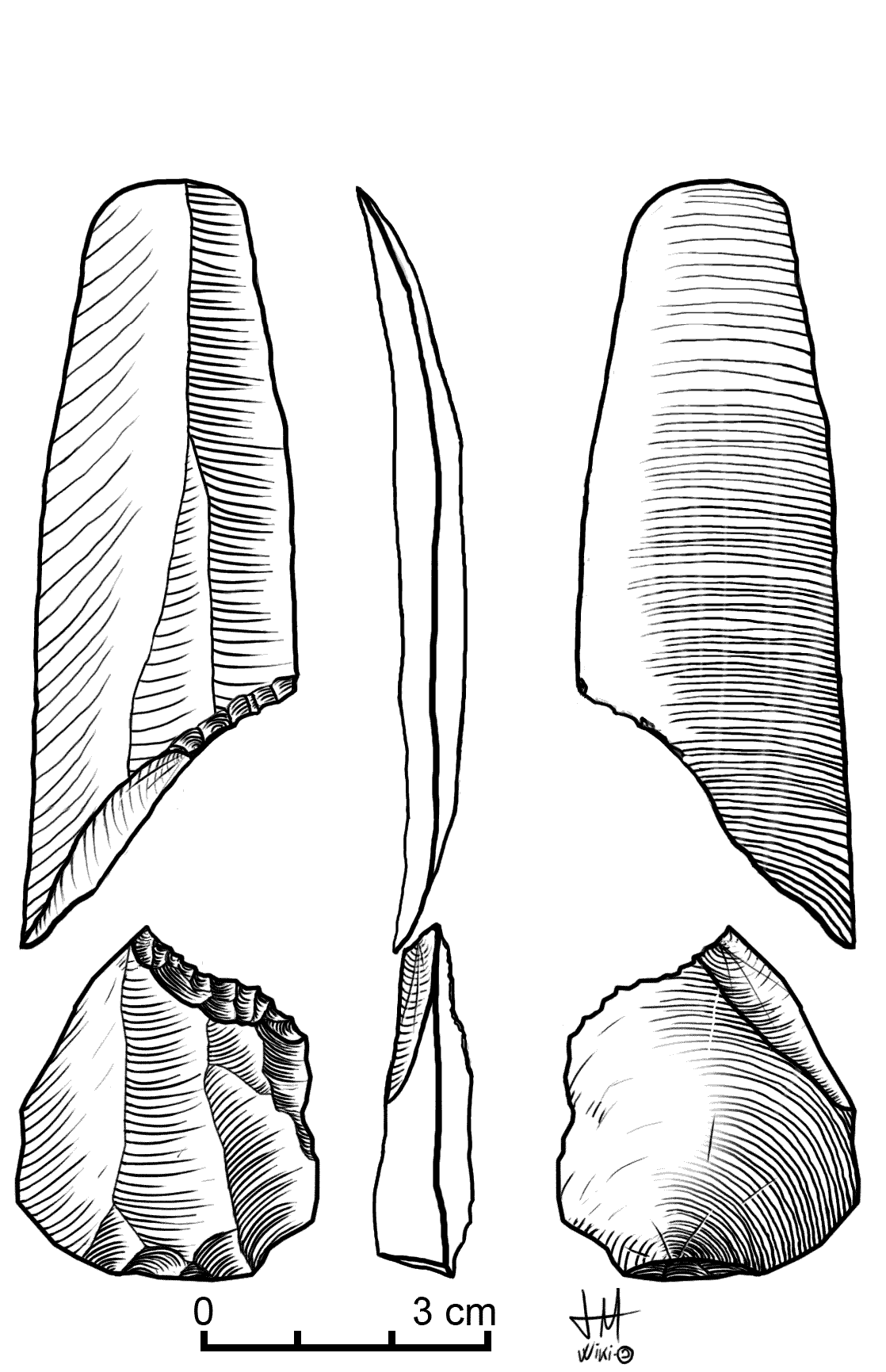
Resultado de la flexión del microburil: un microburil proximal y un ápice triédrico
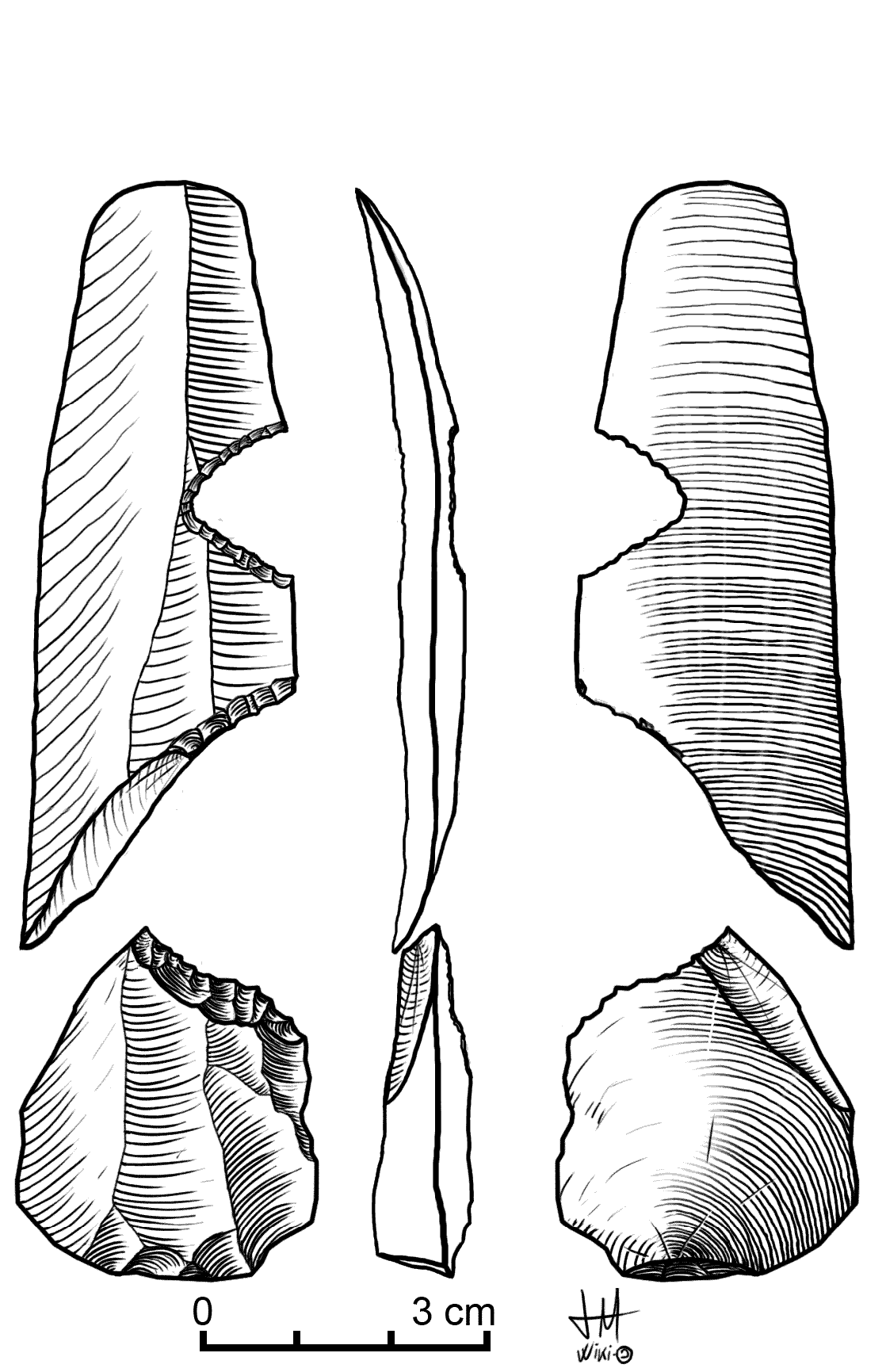
Creación de una segunda muesca distal por el mismo sistema ya descrito
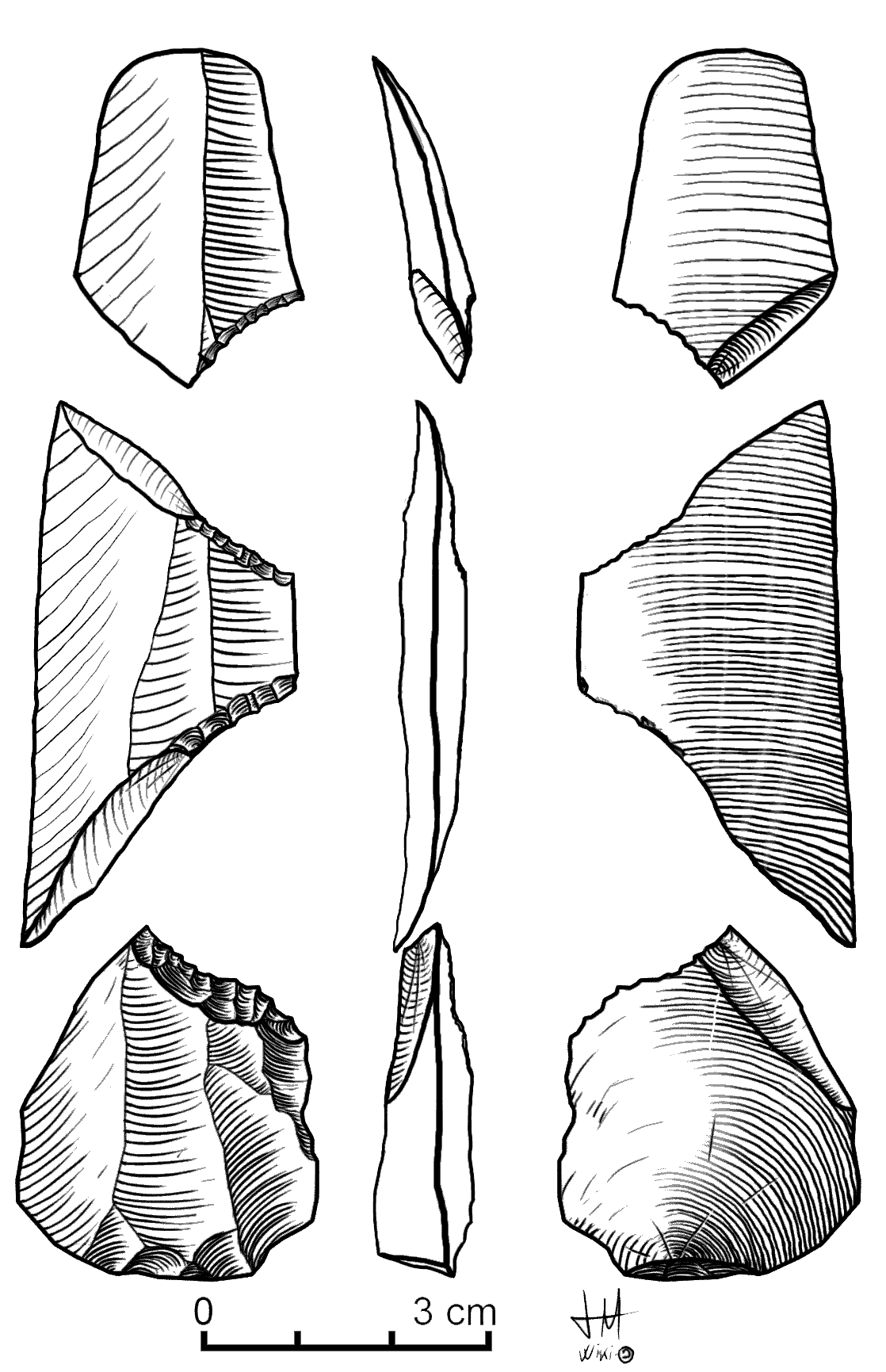
Segunda flexión dando como resultado un doble ápice triédrico y un microburil distal

El microburil es un «desecho característico» de esta técnica, de modo que no se le atribuye ninguna funcionalidad (aunque algunos no descartan su reaprovechamiento posterior, éste no se ha demostrado fehacientemente), en cambio el ápice triédrico es la base para la fabricación de los microlitos. Tal como está sirve para obtener hojas de borde abatido. Pero, normalmente, la parte del ápice triédrico es otra vez sometida a la técnica hasta flexionarla de nuevo y obtener así otras dos piezas, a saber, el microburil distal (otro desecho característico) y la parte central que posee un doble ápice triédrico, con líneas de fractura convergentes, ambas opuestas una a otra.
Esta pieza, de «doble ápice triédrico» servirá, continuando el retoque abrupto de ambas flexiones, para fabricar microlitos geométricos (triángulos, trapecios o segmentos). Muchas veces el retoque no es total, y estos microlitos conservan visible parte del plano de fractura, lo que permite reconstruir con mayor seguridad, los gestos del artesano que los ha fabricado.

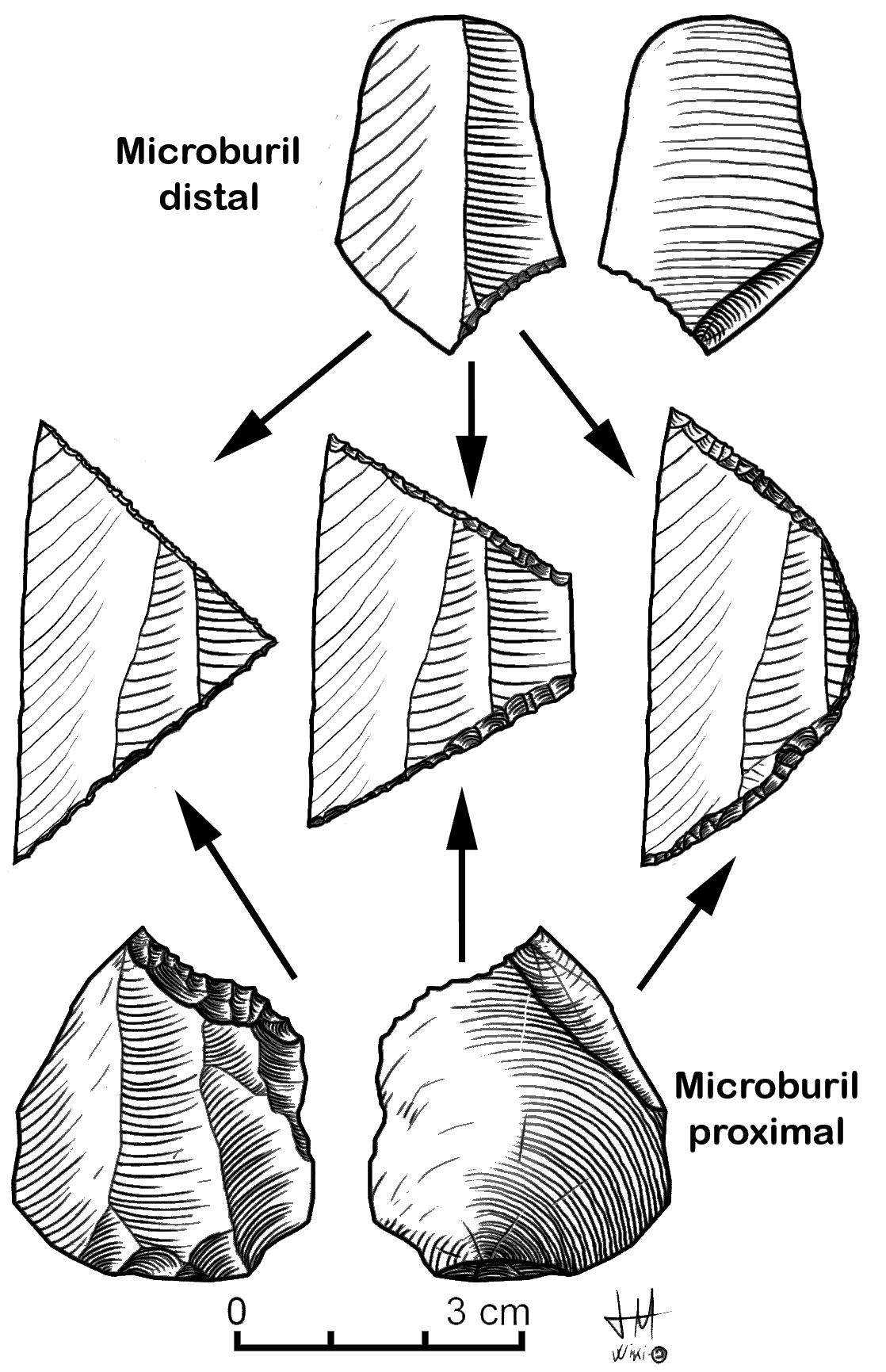
Posibilidad de elaboración de distintos tipos de microlitos a partir del mismo soporte
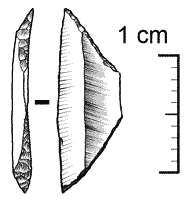
Trapecio
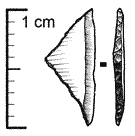
Triángulo
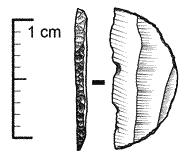
Segmento de círculo

La misma técnica del golpe de microburil sirve para fabricar otros tipos de microlitos no geométricos, como las puntas de Tardenois, por ejemplo.